# آرون افشار
وحید افشار با نام هنری آرون افشار (زادهٔ ۱ تیر ۱۳۷۷) خواننده، آهنگساز ، تنظیم کننده  و ترانه نویس سبک پاپ اهل ایران است.  وی فعالیت حرفه‌ای خود را از سال ۱۳۹۶ آغاز کرد. 

## زندگی‌نامه

### شخصی
وحید افشار خواننده و آهنگساز ایرانی متولد ۱ تیر ۱۳۷۷ اصالتی مشهدی دارد و در منطقه‌‌ی شاندیز مشهد متولد شده‌ است. وی با نام هنری آرون افشار فعالیت می کند.

### هنری
آرون افشار از کودکی به موسیقی علاقه‌مند بوده و ساز تخصصی او گیتار می‌باشد. او از ۷ یا ۸ سالگی با گیتار، فراگیری موسیقی را شروع کرد و در کنار آن به فراگیری پیانو نیز پرداخت. اولین کنسرت آرون افشار در ۲۹ دی ۱۳۹۸ در سالن همایش میلاد نمایشگاه بین‌المللی تهران برگزار شد.

## ترانه‌شناسی

### آلبوم‌ها
شب رویایی (۱۴۰۳)

### تک‌آهنگ‌ها[نیازمند منبع]
| عنوان               | ترانه‌سرا                      | آهنگساز          | تنظیم                   | سال انتشار | توضیحات                |  |
| ترکم کردی           | علی منتظری                    | آرون افشار       | کمال صداقت              | ۱۳۹۶       | تولید مؤسسهٔ آوای فروهر |  |
| جانم باش            | عاطفه حبیبی                   | معین راهبر       | معین راهبر              | ۱۳۹۷       | تولید مؤسسهٔ آوای فروهر |  |
| طبیب ماهر           | علیرضا مرتضی‌قلی               | آرون افشار       | معین راهبر              | ۱۳۹۷       | تولید مؤسسهٔ آوای فروهر |  |
| خط و نشان           | امیرحسام افشار                | آرون افشار       | معین راهبر              | ۱۳۹۸       | تولید مؤسسهٔ آوای فروهر |  |
| دلشوره              | علیرضا مرتضی‌قلی               | آرون افشار       | معین راهبر              | ۱۳۹۸       | تولید مؤسسهٔ آوای فروهر |  |
| گیسو پریشان         | علیرضا مرتضی‌قلی               | آرون افشار       | معین راهبر              | ۱۳۹۸       | تولید مؤسسهٔ آوای فروهر |  |
| یار قدیمی           | علیرضا مرتضی‌قلی               | آرون افشار       | معین راهبر              | ۱۳۹۸       | تولید مؤسسهٔ آوای فروهر |  |
| شب رؤیایی           | علیرضا مرتضی‌قلی               | آرون افشار       | معین راهبر              | ۱۳۹۸       | تولید مؤسسهٔ آوای فروهر |  |
| کجایی               | علیرضا مرتضی‌قلی               | آرون افشار       | معین راهبر              | ۱۳۹۸       | تولید مؤسسهٔ آوای فروهر |  |
| مادر                | فرامرز جعفری                  | آرون افشار       | معین راهبر              | ۱۳۹۸       | تولید مؤسسهٔ آوای فروهر |  |
| زلزله               | مهرزاد امیرخانی               | امیرحسین دادستان | معین راهبر              | ۱۳۹۸       | تولید مؤسسهٔ آوای فروهر |  |
| عاشق کش             | دی پاپ                        | دی پاپ           | معین راهبر              | ۱۳۹۹       | تولید مؤسسهٔ آوای فروهر |  |
| پناه عاشقان         | علیرضا مرتضی‌قلی               | آرون افشار       | معین راهبر              | ۱۳۹۹       | تولید مؤسسهٔ آوای فروهر |  |
| رفتم که رفتم        | علیرضا مرتضی‌قلی               | آرون افشار       | معین راهبر              | ۱۳۹۹       | تولید مؤسسهٔ آوای فروهر |  |
| ساحل آرامش          | شقایق امیرعضدی                | آرون افشار       | معین راهبر              | ۱۳۹۹       | تولید مؤسسهٔ آوای فروهر |  |
| خنده‌هاتو قربون      | شقایق امیرعضدی                | آرون افشار       | معین راهبر              | ۱۴۰۰       | تولید مؤسسهٔ آوای فروهر |  |
| ثانیه وار           | شقایق امیرعضدی                | آرون افشار       | معین راهبر              | ۱۴۰۰       | تولید مؤسسهٔ آوای فروهر |  |
| عطر بهار            | مهرزاد امیرخانی               | آرون افشار       | معین راهبر              | ۱۴۰۱       | تولید مؤسسهٔ آوای فروهر |  |
| درد شیرین           | علی ایلیا                     | آرون افشار       | معین راهبر              | ۱۴۰۱       | تولید مؤسسهٔ آوای فروهر |  |
| آرام آرام           | شقایق امیرعضدی                | آرون افشار       | معین راهبر              | ۱۴۰۲       | تولید مؤسسهٔ آوای فروهر |  |
| هواتو دارم عشق      | شقایق امیرعضدی                | آرون افشار       | معین راهبر              | ۱۴۰۲       | تولید مؤسسهٔ آوای فروهر |  |
| صد سال نوری         | شقایق امیرعضدی                | معین راهبر       | معین راهبر              | ۱۴۰۲       | تولید مؤسسهٔ آوای فروهر |  |
| بذار همه دنیا بدونه | علیرضا مرتضی قلی              | آرون افشار       | معین راهبر              | ۱۴۰۲       | تولید مؤسسهٔ آوای فروهر |  |
| آرام دل من          | علیرضا مرتضی‌قلی               | آرون افشار       | معین راهبر              | ۱۴۰۳       | تولید مؤسسهٔ آوای فروهر |  |
| چال گونه            | علیرضا‌ مرتضی‌قلی               | آرون افشار       | معین راهبر              | ۱۴۰۳       | تولید مؤسسهٔ آوای فروهر |  |
| دلبر شیرین          | احسان اعظمیان                 | آرون افشار       | معین راهبر              | ۱۴۰۳       | -                      |  |
| جان جان             | محمد سلطانی                   | آرون افشار       | معین راهبر              | ۱۴۰۳       | ـ                      |  |
| شب عاشقی            | امیر دادستان                  | آرون افشار       | آرون آفشار و معین راهبر | ۱۴۰۳       | ـ                      |  |
| ایران               | آرون افشار و امیرحسین دادستان | آرون افشار       | آرون افشار و مهراب آزاد | ۱۴۰۴       | ـ                      |  |

### موزیک ویدئوها
| عنوان               | ترانه‌سرا        | آهنگساز          | تنظیم      | سال انتشار | توضیحات                                       | منبع   |
| ------------------- | --------------- | ---------------- | ---------- | ---------- | --------------------------------------------- | ------ |
| شب رؤیایی           | علیرضا مرتضی‌قلی | آرون افشار       | معین راهبر | ۱۳۹۹       | تولید مؤسسهٔ آوای فروهر، با بازی شقایق فراهانی | [ ۱۶ ] |
| زلزله               | مهرزاد امیرخانی | امیرحسین دادستان | معین راهبر | ۱۳۹۹       | اجرای زنده                                    |        |
| ساحل آرامش          | شقایق امیرعضدی  | آرون افشار       | معین راهبر | ۱۴۰۰       | تولید مؤسسه آوای فروهر                        |        |
| بذار همه دنیا بدونه | علیرضا مرتضی‌قلی | آرون افشار       | معین راهبر | ۱۴۰۳       | تولید مؤسسۀ آوای فروهر                        |        |
| طبیب ماهر           | علیرضا مرتضی‌قلی | آرون افشار       | معین راهبر | ۱۴۰۳       | اجرای زنده                                    |        |